# Nejvyšší soudní a kasační dvůr

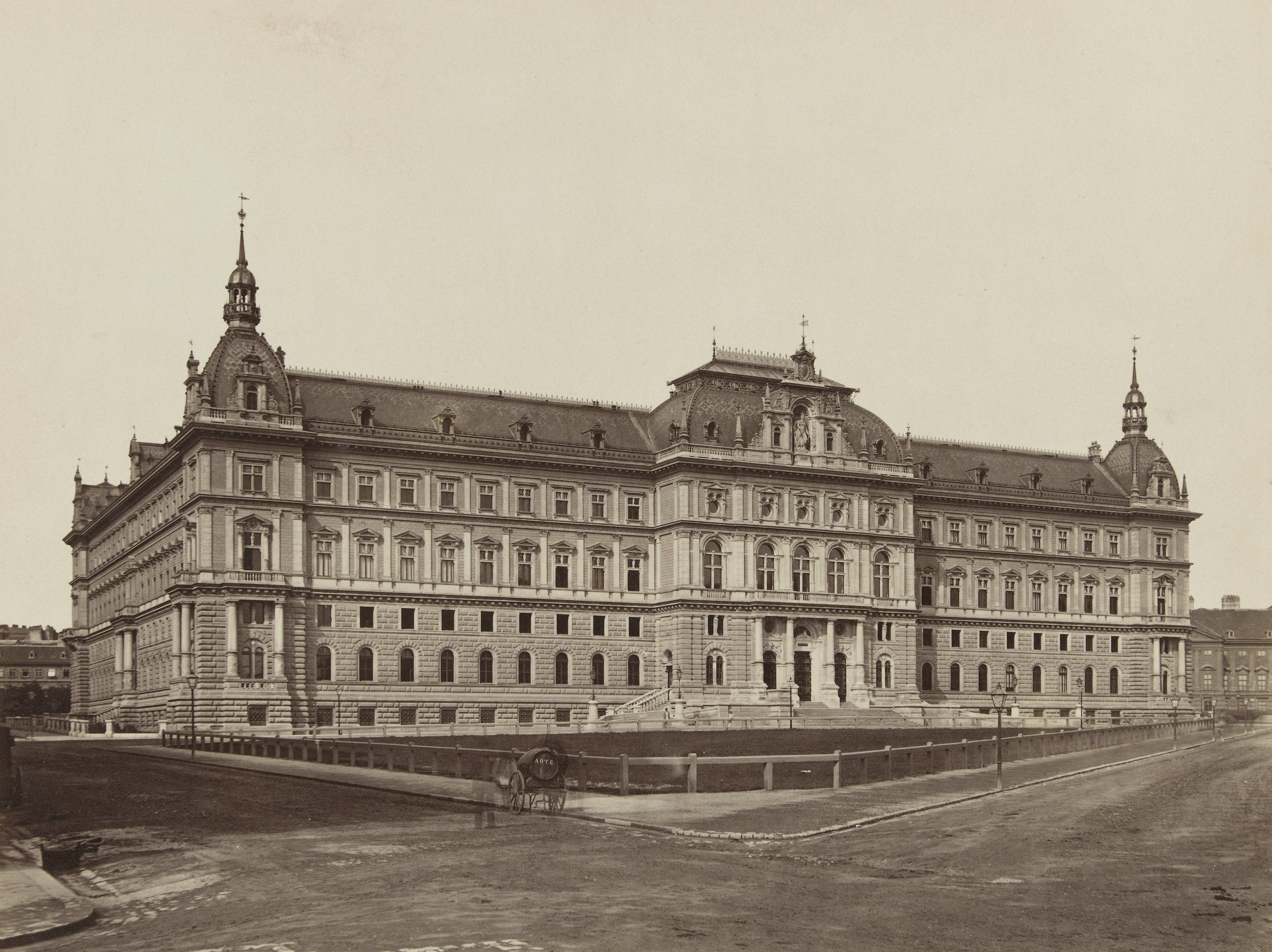
Justiční palác ve Vídni, sídlo soudu

Nejvyšší soudní a kasační dvůr (Oberster Gerichts- und Kassationshof) byl nejvyšší soud se sídlem ve Vídni, který byl zřízen roku 1850 nejprve pro obvod celého Rakouského císařství, ale po rakousko-uherském vyrovnání v roce 1867 byla jeho působnost omezena již jen na Předlitavsko. Vznikl rozdělením dosavadního Nejvyššího soudního úřadu (Oberste Justizstelle) na ministerstvo práv (spravedlnosti), kterému zůstalo vykonávání justiční správy, a na nejvyšší soud. Jeho pravomoc se vztahovala na právo soukromé i trestní uplatňované v řízeních před obecnými soudy, měl disciplinární pravomoc nad soudci, advokáty a notáři, a mohl také podávat ministerstvu spravedlnosti návrhy nových zákonů. Pro správní soudnictví vedle něj existoval samostatný Správní soudní dvůr a pro konstituční záležitosti byl zřízen Říšský soud. Jako nejvyšší soud působí v Rakousku, s výjimkou přerušení v letech 1938–1945, stále.

## Složení a organizace
Skládal se z prvního a z druhého prezidenta, prezidentů senátů, soudních radů (soudců) a z dalšího potřebného personálu. První prezident (předseda soudu) byl na úrovni ministra. Předsedy v období monarchie postupně byli: Ludwig hrabě Taaffe (1848–1855), Karel rytíř Krauss (1857–1865), JUDr. Anton rytíř Schmerling (1865–1891), JUDr. Karel rytíř Stremayr (1891–1899), JUDr. Karel Habietínek (1899–1904), JUDr. Emil Steinbach (1904–1907) a JUDr. Ignác svobodný pán Ruber (1907–1918). Pečeť soudu obsahovala c. k. orla s nápisem: Sigillum Caesarei-Regii Supremi Tribunalis.
Jednacím jazykem byla němčina, pokud se však projednávala věc, která byla na nižším soudním stupni projednávána v jiném jazyce, muselo být rozhodnutí nejvyššího soudu vydáno kromě němčiny i v tomto jazyce. Také složení sedmičlenných soudních senátů muselo odpovídat tomuto vícejazyčnému požadavku.

## Agenda
V civilních záležitostech byl poslední soudní instancí, rozhodoval ve třetí instanci o revizích (dovoláních) a rekursech rozhodnutí odvolacích soudů a jako druhá instance o apelacích (odvoláních) ve sporech o náhradu škody způsobené soudním rozhodnutím (tzv. syndikátní spory). Dále rozhodoval o delegaci věci z obvodu jednoho vrchního soudu do obvodu jiného vrchního soudu, o určení místní příslušnosti, pokud podmínky pro takové určení chyběly, a spory o příslušnost mezi dvěma soudy první instance, pokud jim byl přímo nadřízen.
Působil také jako disciplinární soud, a to nejen pro vlastní soudce nebo soudce nižších soudů, ale i vůči advokátům a notářům. Pokud šlo o jeho vlastní soudce, soudce vrchních soudů nebo předsedy a místopředsedy krajských soudů, působil v jediné instanci, jinak rozhodoval o odvoláních proti disciplinárních nálezům vrchních soudů.
Pro trestní řízení byl v zásadě jen soudem kasačním, který rozhodoval o zmatečních stížnostech. Mimoto ale mohl k podnětu soudu nižšího stupně zmírnit uložený trest a pouze na základě vlastního uvážení nebo k návrhu generálního prokurátora navíc rozhodoval o obnově trestního řízení. Kromě toho vždy posuzoval rozhodnutí porotních soudů, pokud došlo k uložení trestu smrti, a podával ministerstvu spravedlnosti dobrozdání, zda je na místě udělit milost a jaký v takovém případě má být náhradní trest.